# Chandelier de Barberousse

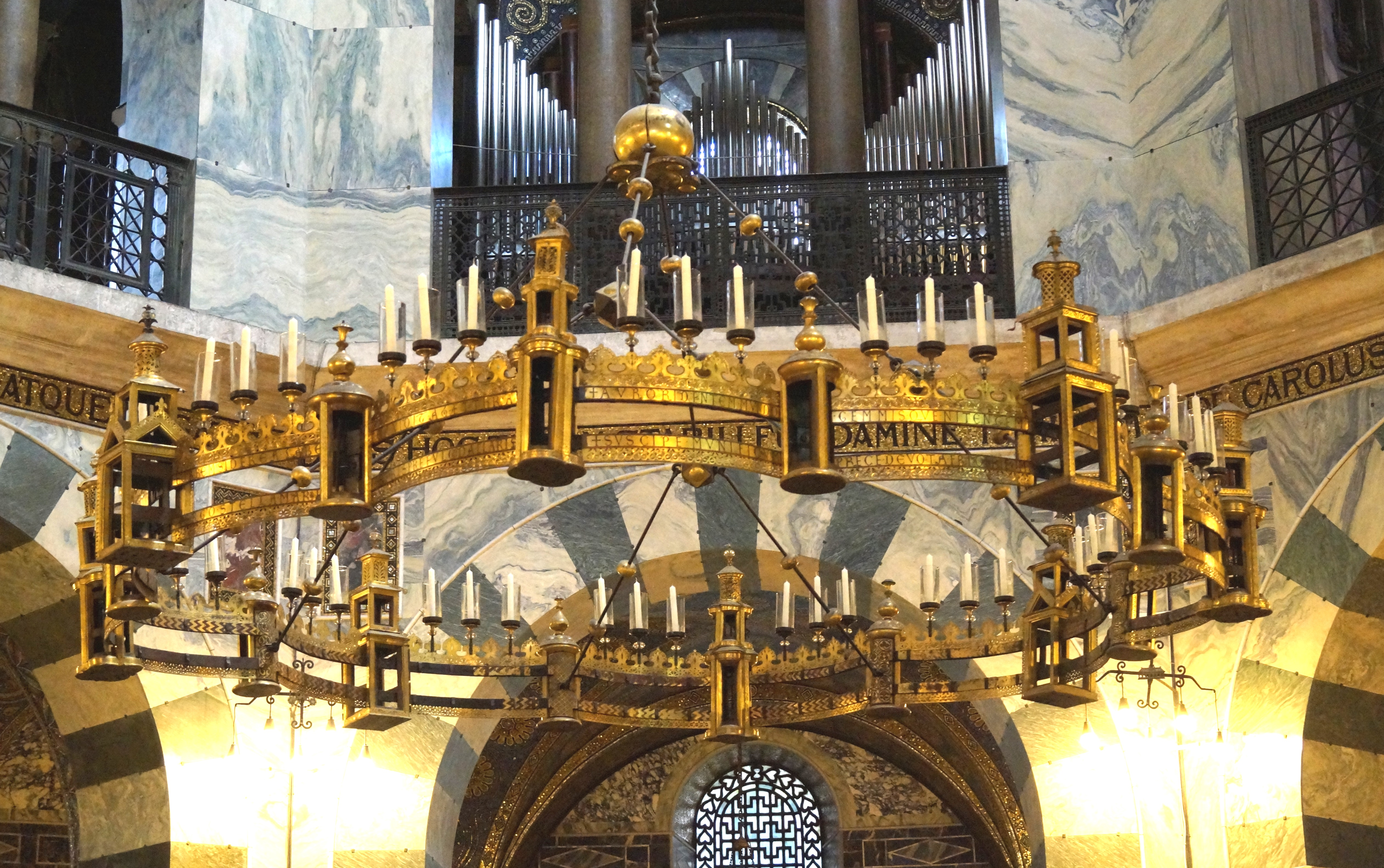
Chandelier avec l'inscription sur deux bandes. Huit tourelles carrées alternent avec huit tourelles rondes.

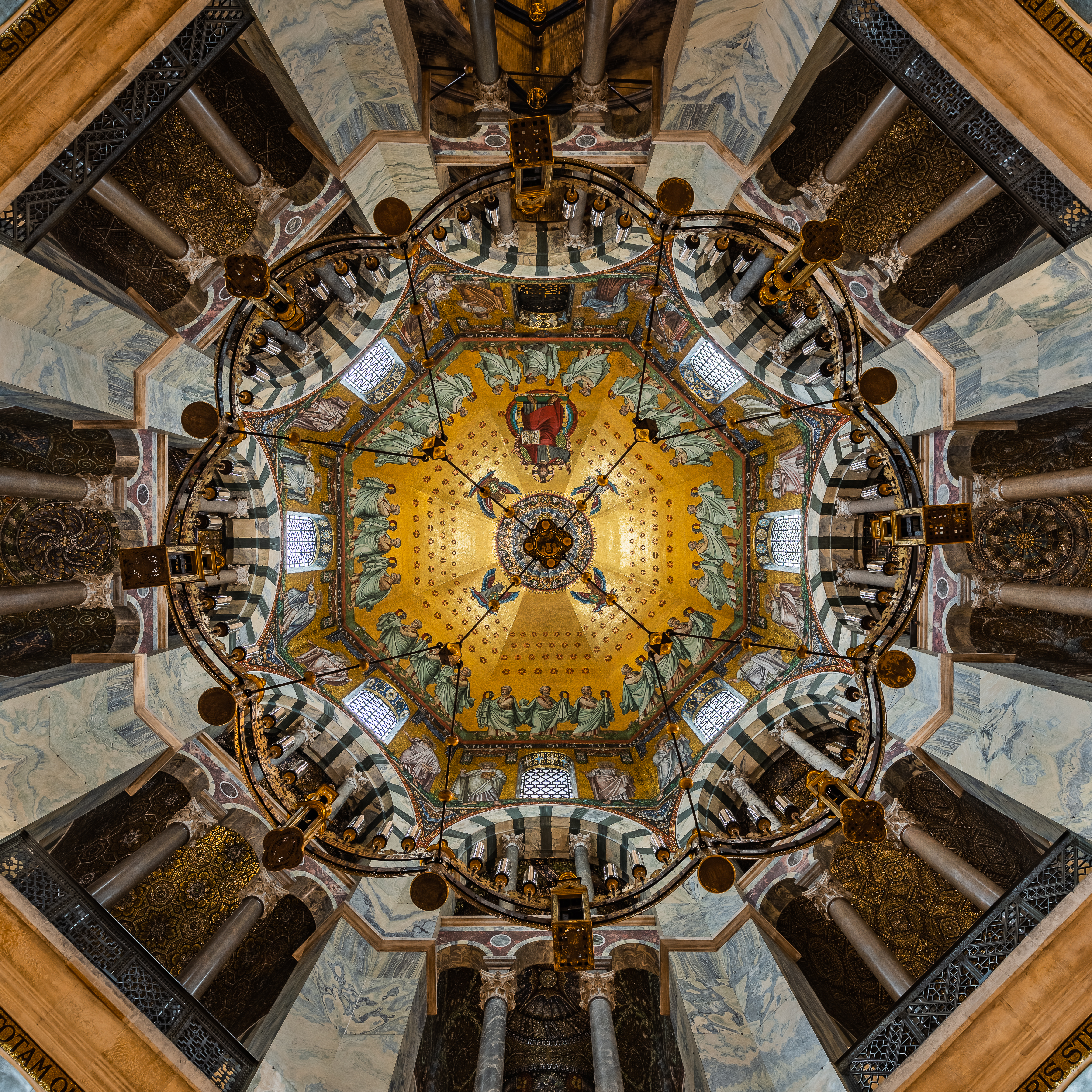
La coupole vue à travers le chandelier.

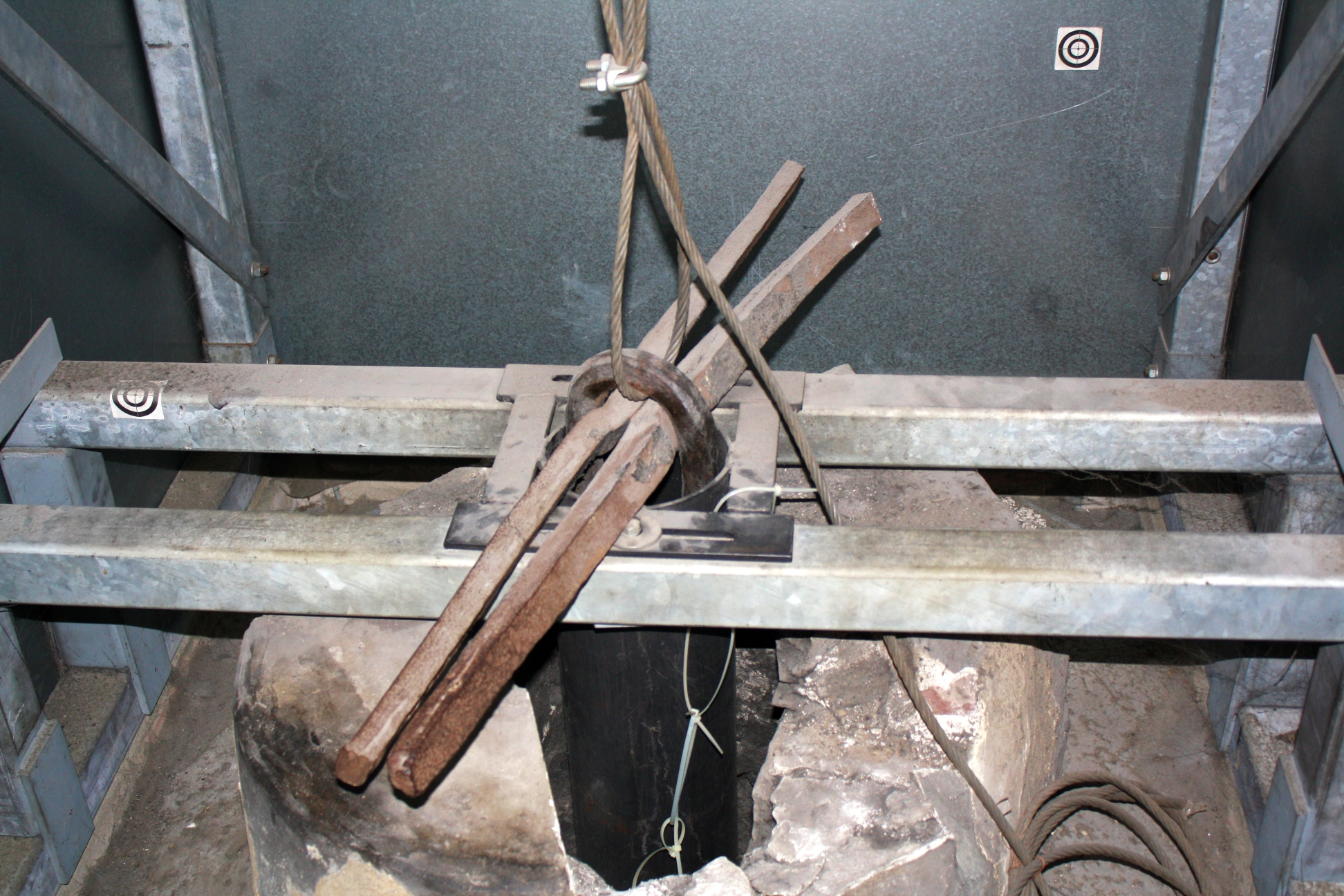
Suspension du chandelier au-dessus de la charpente.

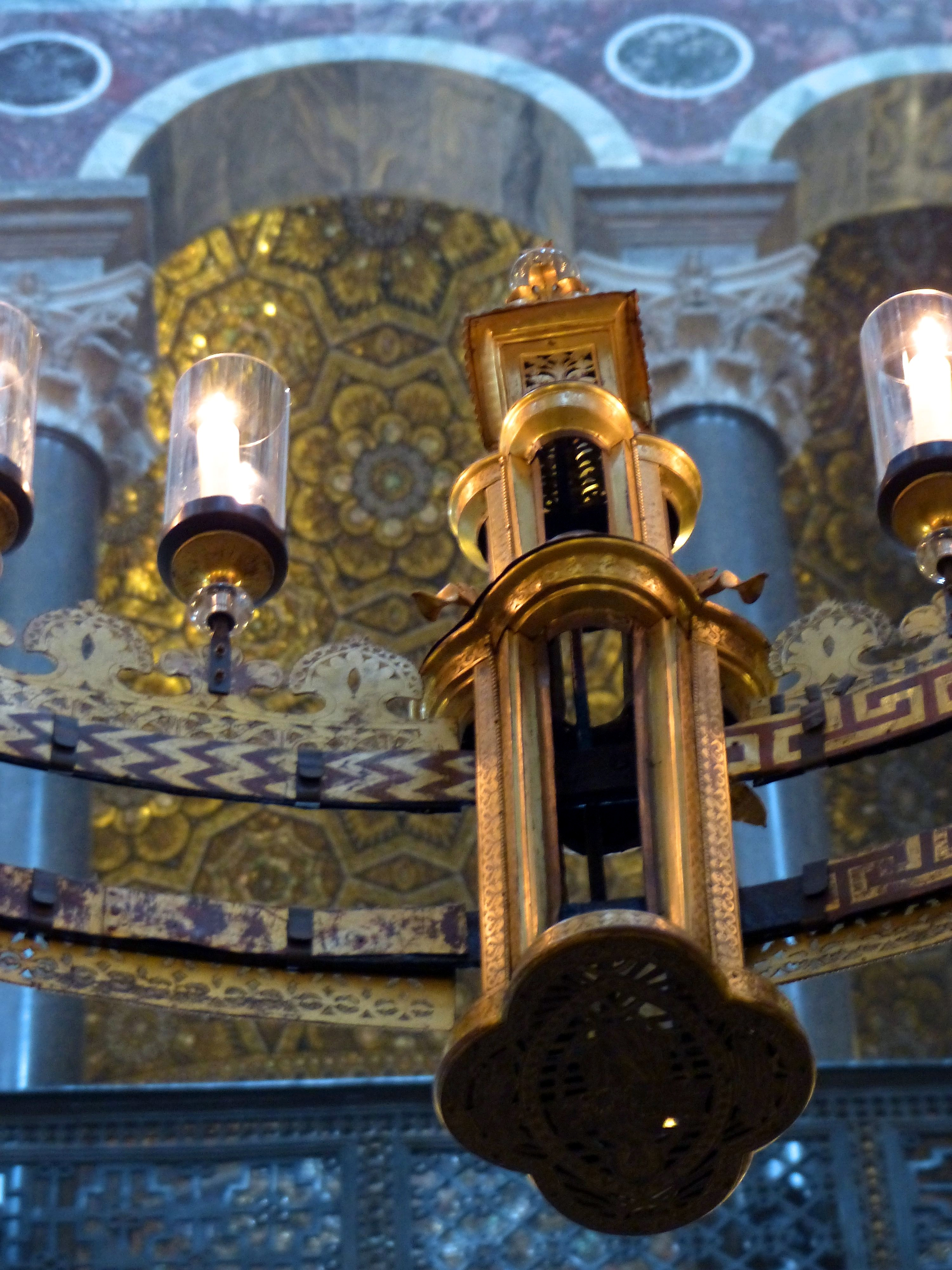
Une des huit tourelles rondes.

Le chandelier de Barberousse est un lustre à roue de style roman, fabriqué entre 1165 et 1170 sur une commande de l'empereur Frédéric Barberousse et de sa femme Béatrice Ire de Bourgogne et accroché sous la coupole de la chapelle palatine de  Charlemagne de la cathédrale d'Aix-la-Chapelle. Le chandelier était un don en l'honneur de Marie, la protectrice de l'église, et en même temps un hommage à son fondateur Charlemagne.

## Description
Le chandelier de Barberousse est en cuivre doré ; il a un diamètre de 4,16 mètres. Il est fixé au centre de la coupole octogonale au moyen d'une chaîne d'environ 27 mètres qui se termine dans une boule centrale. Les maillons de la chaîne diminuent du haut vers le bas d'une longueur de 150 mm vers 130 mm et d'une largeur de 74 mm vers 70 mm. Cela donne l'impression, vu d'en bas, que la chaîne a la même épaisseur sur toute sa longueur.
Le lustre, suspendu à environ quatre mètres au-dessus du sol en marbre, est composé de huit segments circulaires et s'adapte ainsi à la forme octogonale de la chapelle palatine. La couronne du lustre symbolise le mur de la Jérusalem céleste. Cette muraille stylisée contient huit grandes et huit petites lanternes en forme de tour, disposées symétriquement et symbolisant les portes de la ville. En raison de la structure octogonale du bâtiment environnant, le lustre n'est pas doté de douze tours-lanternes, comme dans la représentation traditionnelle de la Jérusalem céleste.
Le lustre porte en tout 48 bougies qui sont encore allumées lors d'occasions solennelles.
Les 16 figurines en argent placées dans les tourelles, représentant des saints, des anges et des gardiens de portes, ont été perdues. Sont conservées les plaques de base des tourelles, sur lesquelles sont représentées des scènes de la vie de Jésus, en particulier les huit béatitudes du sermon sur la montagne.
Deux rangées de huit bandes de cuivre sont montées l'une au-dessus de l'autre sur une armature en fer sous la forme d'un octogone plat ; elles portent des inscriptions entre des bandes étroites remplies de peinture rouge. Les contours des lettres sont gravés ; les lettres sont recouvertes de vernis brun, les débuts des mots de peinture rouge. Les différents versets des inscriptions métriques sont séparés les uns des autres par des séparateurs spéciaux (croix et astérisques).
La bande inférieure se lit comme suit :
« CESAR · CATHOLICUS · ROMANORV(M) · FRIDERIC(VS) · SVMVNT · MVNERA · FORMAM ·  COGENS · ATTENDERE · CLERV(M) · AD TEMPLI · NORMAM · SVA  CVM · SPECIE · NVMERUM · ISTIVS · OCTOGONE DONV(M) · REGALE · CORONE · REX · PIVS · IPSE · PIE  UOVIT · SOLVITQ(VE) · MARIE · ERGO · STELLA · MARIS · ASTRIS · PREFVLGIDA · CLARIS · SVSCIPE · MVNIFICVM · PRECE · DEVOTA · FRIDERICUM · CONREGNATRICEM · SIBI · IVNGE · SVAM · BEATRICEM »
dont la traduction est :
« Frédéric, empereur catholique du Saint-Empire romain, a juré de veiller à ce que le nombre et la forme s'harmonisent et se complètent avec les dimensions du temple sublime :  cette couronne octogonale de lumières comme un cadeau princier. »
Une bande métallique avec des décorations ornementales ajourées est rivetée à l'extérieur de chaque bande d'inscription. Sur le pourtour octogonal se trouvent des tourelles rondes dont les socles présentent des scènes gravées de la vie du Christ : annonciation, nativité, adoration des rois, crucifixion (avec soleil et lune), femmes au tombeau, ascension, pentecôte et un Christ en gloire avec les lettres apocalyptiques. Entre elles, au milieu des segments de l'arche, se trouvent de plus grandes tourelles, avec des plaques de base rectangulaires ou quadrilatérales alternées. Ces plaques montrent des anges gravés tenant des bannières avec les huit béatitudes dans leurs mains. Les plaques originales sont conservées au Trésor de la cathédrale depuis la Seconde Guerre mondiale. À l'origine, il y avait 88 figurines en argent dans les ouvertures des tourelles ; elles ont été fondues à la fin du XVIIIe siècle. Une boule, aplatie en son bas, relie les tiges porteuses à la chaîne. Sur sa face inférieure est fixé un quadrilobe avec une représentation de saint Michel en vernis brun, avec une banderole et une inscription.

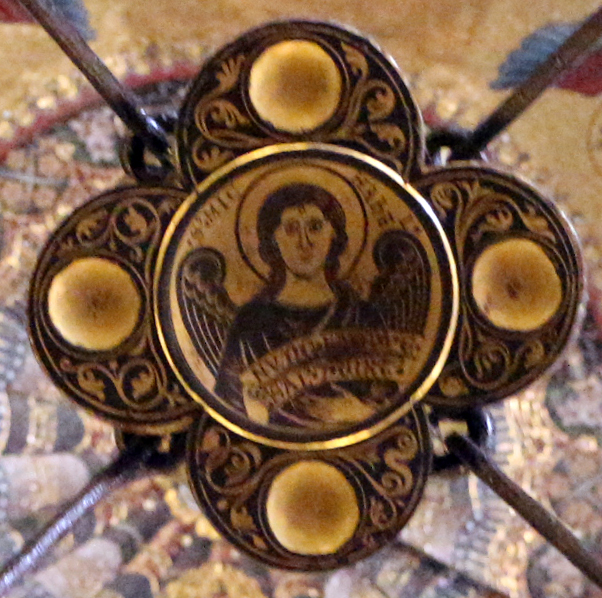
Image de saint Michel au centre de la boule.

Le lustre de Barberousse est l'un des quatre lustres à roue de style roman conservés en Allemagne ; les autres sont le lustre de Thietmar et le lustre Hezilo dans la cathédrale Sainte-Marie de Hildesheim et le lustre Hartwig dans l'église de l'abbaye de Comburg.

## Une copie
Une copie du chandelier se trouve dans coupole de la basilique Saint-Martin d'Ainay. Il date du troisième quart du XIXe siècle. La reproduction lyonnaise est en cuivre doré, émaillé, et représente comme l'original les murailles d'une ville et ses tours. D'après la notice « pop », il aurait été réalisé autour de 1860. Il fut offert à la basilique par Irénée Chalandon en 1861.

## Bibliographie

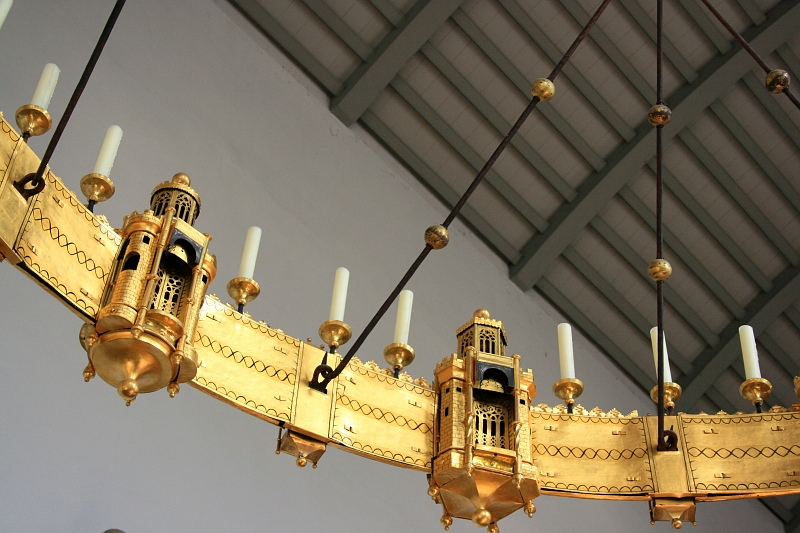
Lustre de Thietmar.

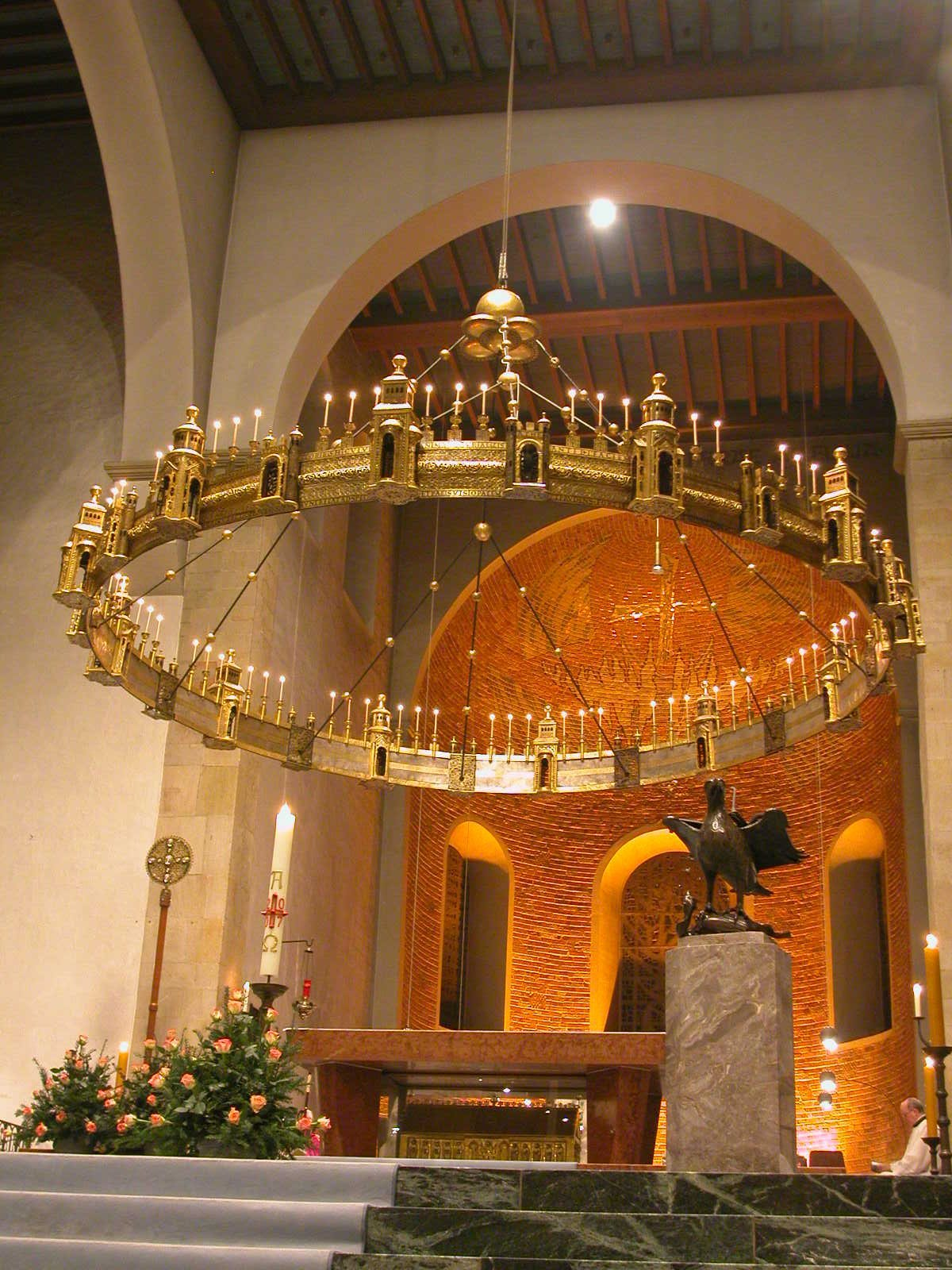
Lustre de Hezilo.

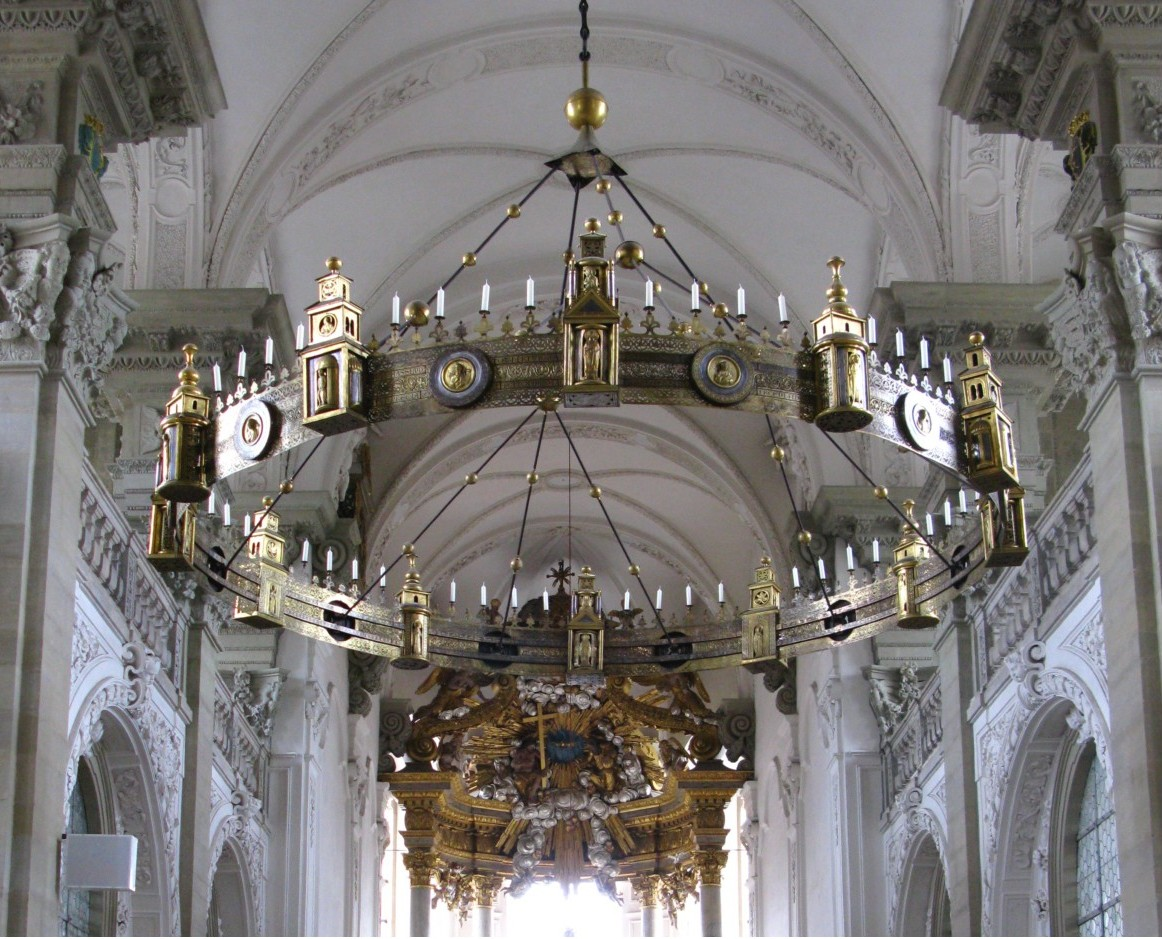
Lustre Hartwig dans l'église de l'abbaye de Comburg.

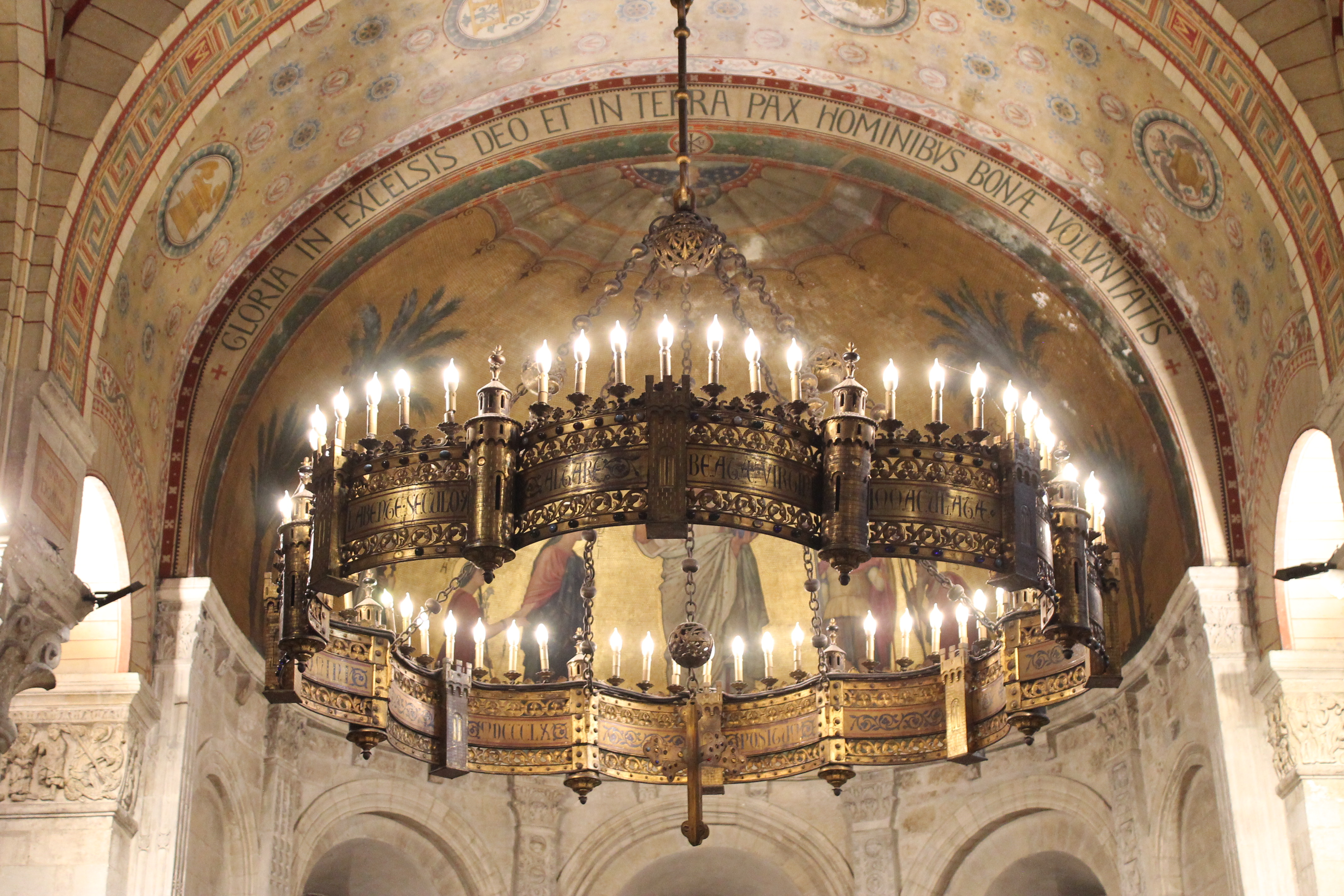
Lustre de la basilique Saint-Martin d'Ainay.